# Philips van Marnix
Philips van Marnix, en francés Philips de Marnix, señor de Sainte-Aklegonde (Bruselas, 1540 - Leiden, 15 de diciembre de 1598), fue un escritor, diplomático y teólogo flamenco-holandés que escribió en tres lenguas: neerlandés, latín y francés. Es célebre su traducción del Psalterio al neerlandés en una versión que se estima la cumbre de la literatura religiosa del siglo XVI en Holanda. 

## Biografía
Fue hijo de un noble de Brabante. Estudió derecho en las universidades de Lovaina, Leiden, París, Dôle y Padua. En 1558, cuando estaba en Dole, rompió definitivamente con el catolicismo y se convirtió en un fanático seguidor de Juan Calvino. Viajó por Italia ocultando sus ideas y en 1559 llegó a Ginebra, donde presumiblemente se quedó hasta 1562 profundizando sus estudios de teología y conociendo en persona a los reformadores Juan Calvino y Teodoro de Beza. En esta época, estallada la revuelta contra los españoles que desembocaría a partir de 1568 en la llamada Guerra de los ochenta años, entró en contacto con Guillermo de Orange y se convirtió en amigo suyo y desde 1562 en un infatigable luchador contra su rey Felipe II. En 1565 estuvo entre los organizadores de la liga nobiliaria contra los españoles preparando el Compromiso por el que estos se comprometían a resistir la introducción de la Inquisición en Flandes; también redactó una petición a la regente Margarita de Parma (5 de abril de 1566) y en agosto de ese año, cuando los disturbios iconoclastas, escribió dos panfletos apoyándolos. Tomó las armas en defensa de Guillermo de Orange, pero, junto a su hermano Brederode, fue rechazado en Oosterweel, (13 de marzo de 1567) al intentar levantar el cerco de Valenciennes, por lo que tuvo que huir a Breda y a Alemania. 
Estas actividades lo llevaron, al advenir como gobernador el Duque de Alba, a ser desterrado por el llamado Tribunal de la sangre, llamado por los españoles Tribunal de los tumultos, el 17 de agosto de 1568 y fueron confiscadas sus propiedades. Durante este exilio, que pasó en Frisia y en el Palatinado, se hizo amigo de por vida de Guillermo, en cuyo honor escribió luego, en 1568 o principios de 1569, un famoso himno de batalla que se convirtió en himno nacional de los Países Bajos. En su exilio siguió realizando numerosas misiones diplomáticas para Guillermo mientras entraba al servicio del elector palatino reformado Federico III; en Heidelberg escribió sobre cristología y la Cena además de componer su famosísima sátira De biënkorf der heilige roomsche kercke (Emden, 1569) y asistir a la convención de Wesel (noviembre de 1568) y al sínodo de Emden (4-14 de octubre de 1571). En 1572 fue nombrado plenipotenciario de Guillermo y logró la promesa de unos Estados Generales para renovar la guerra contra España, aunque el 4 de noviembre de 1573 fue capturado por los españoles en Maassluis. Fue conducido primero a La Haya y luego a Utrecht, donde se vio obligado a negociar la paz. Gracias a un intercambio de rehenes fue puesto en libertad el 15 de octubre de 1574 y desde marzo a junio del año siguiente actuó como diputado de Guillermo en las infructuosas conferencias de Breda; entonces las provincias de Holanda y Zelanda se declararon independientes de España y ofrecieron la corona de ambas, bajo ciertas condiciones, a Isabel I de Inglaterra; fue Marnix quien encabezó la embajada que hizo esta proposición en Inglaterra desde Navidad de 1575 hasta abril de 1576, en la vana esperanza de persuadir a Isabel para que fuera soberana de los holandeses.
En 1576 guio y lideró la "pacificación de Gante". Don Juan de Austria, virrey español, reconoció en él a un peligroso enemigo del catolicismo y exigió infructuosamente su expulsión de Bruselas. La conquista española de la ciudadela de Namur el 24 de julio enfadó a los holandeses y Juan de Austria fue apartado de su cargo el 7 de diciembre; tres días después se concluyó el segundo tratado de unión de provincias en Bruselas para mutua protección y tolerancia. Marnix se convirtió el 29 de diciembre de 1577 en miembro del Consejo de Estado y aplastó las revueltas católicas en Groningen y Artois; en la dieta de Worms (7 de mayo de 1578) logró la neutralidad alemana en la guerra contra España.
En esta coyuntura, Marnix y Guillermo fueron atacados en un panfleto anónimo, al que el primero replicó en su Response apologétique, un escrito que es también importante por los datos biográficos que ofrece sobre él mismo. Tras una infructuosa visita a la dieta de Colonia en 1580, intentó convencer al duque Francisco de Alençon-Anjou, el hijo más joven de Catalina de Médicis, para que aceptara el trono de las insurgentes provincias unidas de los Países Bajos y encabezó una embajada enviada a Francia con este cometido; el 19 de septiembre de 1580 se firmó el tratado de Plessis-lez-Tours en el que Marnix consiguió defender las libertades civiles y religiosas de los holandeses. Permaneció en Francia hasta el 8 de marzo de 1581 y el 22 de julio del mismo año fue depuesto Felipe II en favor de Francisco y Marnix preparó el acta (Acte de deschéance de Philippe II, de sa seigneurie dea Pays-Bas).
Entre 1583 y 1585 Marnix fue burgomaestre de Amberes, pero la rendición de la ciudad a los españoles en ese último año lo hizo suponer sospechoso de traición a la patria y ya no le quisieron conceder más cargos públicos, así que se retiró de la vida política activa para escribir; sostuvo entonces un caudaloso epistolario.

## Obras
Defendió los disturbios iconoclastas de Amberes (agosto de 1566) contra el arte figurativo religioso en dos panfletos de 1566 y 1567 (Van de beelden afgheworpen in de Nederlanden in Augusto 1566 y Vraye narration et apologie des choses passées au Pays-Bas); para Van Marnix el levantamiento era, en primer lugar y sobre todo, un conflicto religioso entre la verdad cristiana y el papa de Roma. Por esto fueron surgiendo discrepancias con su amigo Guillermo de Nassau, ya que este era más tolerante hacia otros credos que él. Y aborrecía tanto o más que a los católicos a los menonitas, a los que calificaba de fanáticos e intolerables para el estado (Ondersoeckinge..., 1595; Response apologétique à un libelle fameux, Leiden, 1598). También creía que la muerte un castigo apropiado para los anabaptistas, "personas que tratan de destruir el vínculo que une a toda la sociedad humana", como escribió en su Ondersoeckinge ende grondelijcke wederlegginge der geestdrijvische leere (1595). Trató de convencer sin éxito a Guillermo de que adoptara medidas severas contra ellos.
Su primera obra fue Den byencorf der heilige roomsche kercke (Emden, 1569) ("La colmena de la Iglesia Católica Romana"), una sátira poco solapada contra el cesaropapismo. Este libro está claramente modelado en forma de parodia de las Epistolæ obscurorum virorum y le ganó a su autor un lugar entre los grandes satíricos de la literatura universal; se reimprimió muchas veces y fue traducido al francés, alemán e inglés. Tras su muerte apareció Traicté du sacramente de la saincte cene du Seigneur (Leiden, 1599), ataque calvinista a la doctrina de la misa católica. También sostuvo una controversia sobre este tema con el profesor Miguel Bayo de Lovaina publicada con el título de Opuscula quædam Domini Sanct Aldegondii (Franeker, 1598). En su Trouwe vermaninge aen de christlike Gemeynten van Brabant, Vlanderen, enz. (Leiden, 1589) exhortó a sus correligionarios a ser pacientes bajo las aflicciones. Su traducción rimada de los Salmos (1580) fue continuamente revisada y mejorada en busca de la mayor fidelidad al texto hebreo; el propio autor se sentía él mismo identificado con los israelitas por su exilio y persecución, ya que, como se ha visto, él mismo tuvo que exiliarse entre 1568 y 1572 y estuvo cautivo de los españoles entre 1573 y 1574. Ya se ha mencionado su poema Wilhelmus van Nassauwe, empleado como himno de guerra de los insurgentes holandeses contra la dominación española y convertido en el actual himno nacional de Holanda. También se le debe un tratado pedagógico dedicado a Jan de Oude, VI Conde de Nassau (1535-1606).
En 1594 los Estados Generales decidieron revisar la Biblia en lengua neerlandesa y comisionaron a van Marnix para este proyecto, que dejó incompleto al fallecer en 1598 y fue terminado por otros en la llamada Biblia del Estado o Staatenbibel.
Marnix sabía hablar el idioma español, y esto influyó en su escritura.

## Ediciones de sus escritos
Sus Obras completas en siete volúmenes fueron editadas por Paul Lacroix (1806-1884) y Edgar Quinet (1803-1875) en Bruselas, 1855-1859. De sus escritos religiosos y teológicos existe la edición en tres volúmenes de J. J. van Toorenenbergen (1822-1903) París, 1871-1891.